# Robert Allinson
Robert Elliott Allinson (1942) è un filosofo statunitense.
È professore di filosofia presso la Soka University of America ed è stato in precedenza professore ordinario di filosofia presso l'Università cinese di Hong Kong. È autore/editore di nove libri e oltre duecento pubblicazioni accademiche. Le sue opere si concentrano principalmente su quattro aree della filosofia: filosofia teoretica; filosofia comparata, orientale e occidentale; etica manageriale, etica ambientale ed etica della salute; Olocausto e filosofia comparata sino-giudaica.

## Filosofia Teoretica
Robert Allinson è un filosofo originale della filosofia teoretica. Ha sintetizzato la metafisica tradizionale, occidentale, la dialettica platonica, l'epistemologia kantiana e la fenomenologia husserliana e ha pubblicato il libro Una metafisica per il futuro. La sua filosofia sistematica sfrutta sia la filosofia critica che l'introspezione fenomenologica e propone un mix epistemologico/metafisico come fondamento della filosofia. Lewis Hahn, editore della Library of Living Philosophers, ha commentato: "Con una nuova fenomenologia, un metodo distintivo e modalità uniche di validazione per la filosofia, e una straordinaria padronanza della filosofia sia orientale che occidentale, il professor Allinson sviluppa la sua audace, fantasiosa, e stimolante sistema di filosofia".
Robert Neville, Professore di Filosofia alla Boston University, scrive anche in una recensione su Iyyun: Jerusalem Philosophical Quarterly, di A Metaphysics of the Future, “In contrasto con quasi tutte le correnti filosofiche occidentali contemporanee, Robert Allinson … ha scritto una brillante difesa di un approccio fenomenologico rigoroso alla metafisica… L'ambito di riferimento per l'argomentazione di Allinson è la filosofia occidentale classica dei periodi antico e moderno. Le note a piè di pagina sono una meravigliosa fonte di commenti continui sui problemi contemporanei di lettura della storia della filosofia occidentale, così come i dibattiti in corso con i nostri contemporanei... Nessuno ha sostenuto questo caso per la certezza fenomenologica in metafisica così come Allinson.
Nel suo libro Space, Time and the Ethical Foundations, Allinson introduce una definizione di spazio-tempo che fornisce una spiegazione filosofica e concettuale della natura dello spazio e del tempo che è indipendente e supporta le scoperte einsteiniane in fisica. La sua pubblicazione del 2022 Awakening Philosophy: The Loss of Truth con Palgrave Macmillan è stata commentata da Slavoj Zîzêk : “Allinson fa qualcosa che tutti segretamente sapevamo doveva essere fatto, ma nessuno ha osato farlo in modo così diretto: sostiene in modo convincente per il ritorno a una filosofia che affronta spudoratamente grandi questioni. Un grande sospiro di sollievo proverà dai lettori di Awakening Philosophy: The Loss of Truth : siamo tornati a casa. Se c'è giustizia nella nostra vita intellettuale, il libro diventerà pane quotidiano per gli esseri pensanti. Il libro ha anche ricevuto commenti da Brian Klug dell'Università di Oxford e Michael Slote della Royal Irish Academy.

## Filosofia Orientale e Occidentale
Robert Allinson si è specializzato in filosofia comparata, est, ovest e sud. Il suo libro Understanding the Chinese Mind: The Philosophical Roots ha esaminato la filosofia cinese attraverso le categorie della filosofia occidentale e ha introdotto l'idea che le filosofie occidentale e cinese formano un insieme complementare piuttosto che essere due prospettive in competizione. Ora è alla sua undicesima stampa con la Oxford University Press.
La sua pubblicazione Chuang-Tzu for Spiritual Transformation: An Analysis of the Inner Chapters è un'esplorazione sistematica dello Zhuangzi come metodo linguistico e filosofico per ottenere una trasformazione neurale e forniva spiegazioni storiche e logiche per i paradossi presentati dallo Zhuangzi. È stato tradotto in cinese e coreano e ha ricevuto una recensione dal traduttore Burton Watson. È alla sua ottava impressione con la stampa della State University di New York.
Robert Allinson ha pubblicato Harmony and Strife: Contemporary Perspectives, East and West con Shu-hsien Liu nel 1989 attraverso la Chinese University Press e la Columbia University Press. La sua monografia pubblicata nel 2020 con Bloomsbury Publishing, The Philosophical Influences of Mao Zedong: Notations, Reflections and Insights, ha suscitato commenti da parte di Slavoj Zîzêk, Anne Cheng del Collège de France e Michael Puett di Harvard, nonché recensioni di studiosi cinesi come Keqian Xu e Qiong Wang.
Slavoj Žižek ha commentato: “Mao Ze Dong è celebrato (o maledetto) come leader rivoluzionario, ma il fondamento filosofico della sua attività è largamente ignorato. Nel suo superbo studio, Allinson colma questa mancanza. Il pensiero di Mao non si colloca solo nel suo contesto storico; ne vengono esplorati e documentati i complessi riferimenti al pensiero tradizionale cinese, a Marx e alla filosofia occidentale, ma anche alle scienze moderne (fisica quantistica). Emerge così un nuovo Mao, un Mao i cui atti radicali sono radicati in una fitta trama di riflessioni filosofiche. Il Mao di Allinson è indispensabile per chiunque voglia comprendere non solo Mao ma la concatenazione di filosofia e politica che ha caratterizzato il Novecento.
Robert Allinson è stato invitato dal filosofo cinese Tang Yijie come Visiting Professor all'Università di Pechino e all'Accademia Internazionale di Cultura Cinese. È stato Visiting Professor o Scholar presso la Fudan University, la Ōtani University, l'East-West Center alle Hawaii. È stato invitato da Sir Joseph Needham come Visiting Fellow presso l'Università di Cambridge . È stato invitato a curare la sezione sulla Logica del Volume VII di Scienza e Civiltà in Cina . È stato invitato a tenere lezioni presso il Dipartimento di Filosofia dell'Università di Hong Kong, l'Università di Nanjing, la Gweilin Normal University, una Visiting Lecture presso la Edgar Snow House dell'Università di Pechino, e a dirigere un seminario di due settimane su Zhuangzi e il Sesto Patriarca per il Seminario Estivo di Studi Zen presso il Bodhi Mandala Zen Center nel New Mexico.
Ha contribuito o è stato elencato nell'Encyclopaedia Britannica (edizione cartacea), Stanford Encyclopedia of Philosophy (citazione più recente 23 febbraio 2021 nella sezione, Epistemology in Chinese Philosophy), Encyclopedia of Ethics, Encyclopedia of Crime and Punishment, Internet Encyclopedia of Philosophy, Encyclopedia of Chinese Philosophy, Encyclopedia of Literary Translation in English, Encyclopedia of Asian and Comparative Philosophy, Encyclopedia of Asian Philosophy, Encyclopedia of Eastern Philosophy and Religion e Kodansha Encyclopedia of Japan.

## Management ed Etica Ambientale
Robert Allinson ha pubblicato due libri relativi a Management Ethics e Corporate Ethics, tra cui Global Disasters: Inquiries into Management Ethics con Prentice-Hall e Saving Human Lives: Lessons in Management Ethics con Springer.
Il libro Saving Human Lives ha dimostrato che le basi per una sana gestione e relazioni etiche sono state intessute della stessa stoffa e che la gestione del rischio è sussidiaria al concetto più fondamentale di valutazione del rischio. Ha proposto che i disastri aziendali siano la funzione e il risultato di una gestione non etica. Ha anche condotto ricerche approfondite sullo Space Shuttle Challenger Disaster e ha tenuto seminari sul Challenger Disaster per il programma MBA presso la Darden School of Business dell'Università della Virginia e per il Dipartimento di Management presso l'Università di Scienza e Tecnologia di Hong Kong.
I suoi libri hanno ottenuto il plauso di Paul Vatter dell'Università di Harvard, S. Prakash Sethi e Patricia Werhane. Patricia Werhane ha commentato: "La sua indagine ad ampio raggio su casi giudiziari e documenti governativi dal XVII al XX secolo, e da luoghi diversi come Stati Uniti, Regno Unito e Nuova Zelanda, fornisce ampie prove a sostegno dell'universalità e del potere di spiegazione della sua tesi. Salvare vite umane avrà un impatto oltre misura nel campo dell'etica manageriale".
È stato invitato a tenere Distinguished Lectures e Annual Lectures per programmi MBA presso la Copenhagen Business School, la Helsinki School of Economics and Business Administration, lo IESE dell'Università di Navarra, la Shidler School of Business dell'Università delle Hawaii, la Science Prestige Lecture presso l'Università di Canterbury dove è stato Erskine Fellow presso l'MBA Program del Department of Management, l'Institute for Advanced Studies dell'Università delle Nazioni Unite e l'Accademia delle Scienze Sociali di Shanghai.
Ha offerto seminari per il programma MBA presso la Darden School of Business Administration presso l'Università della Virginia e il Dipartimento di Management presso l'Università di Hong Kong per la Scienza e la Tecnologia. È stato scelto per rappresentare l'Asia al Symposium for Responsibility for World Business dei sette continenti, sponsorizzato dalle Nazioni Unite e dall'Oslo Peace Institute, tenutosi a San Paolo, in Brasile. Il suo contributo è stato poi pubblicato nel volume Responsibility for World Business edito dall'Università delle Nazioni Unite. Ha preso parte alla 15ª Conferenza della rete europea di etica aziendale e al vertice europeo sull'etica e ha tenuto la sua relazione presso l'edificio del Parlamento europeo a Bruxelles. È membro fondatore dell'Asian Academy of Management. Ha fatto parte del comitato editoriale di Business Ethics Quarterly, The International Journal of Management and Decision Making, The International Journal of Technology Management ed è stato referee per il Journal of Business Ethics.
Nell'area dell'etica applicata e della bioetica, si concentra sulle radici filosofiche, economiche, culturali, politiche e psicologiche di entrambe le diverse pratiche nazionali nell'etica della salute pubblica e nel razzismo colorato. È stato un sostenitore della filosofia africana.

## Filosofia Comparata Ebraico-Cinese
Robert Allinson è noto per il suo confronto tra la formulazione proscrittiva della regola d'oro negli scritti confuciani sia ebraici che cinesi. Ha iniziato la sua carriera negli studi sull'Olocausto in Asia, a Hong Kong e in Cina nei primi anni '80. Nel suo lavoro sull'Olocausto, sviluppa l'idea che l'antigiudaismo e gli atti di odio siano basati sulla gelosia che deriva dalla paura. Critica anche il ritratto arendtiano di Adolf Eichmann come banale.
È stato Senior Lady Davis Fellow presso l'Università Ebraica di Gerusalemme e Research Fellow presso l'Istituto Internazionale per la Ricerca sull'Olocausto a Yad Vashem, Gerusalemme. È stato invitato a presentare un articolo alla Cambridge Conference dedicata all'Antisemitismo tenutasi presso l'Università di Cambridge nel 2022.

## Varia
Robert Allinson possiede anche un interesse per la filosofia greca classica. È stato invitato a tenere una conferenza su una sintesi di Platone e Aristotele per la 27ª Conferenza dell'Associazione Internazionale di Filosofia Greca ad Atene nel 2015 e ha pubblicato sullo stesso argomento. Inoltre, il professor Allinson è appassionato di trovare la filosofia nella letteratura popolare, in particolare nella narrativa poliziesca.

## Biografia Intellettuale
Robert Allinson ha studiato con Charles Hartshorne, annunciato dall'Enciclopedia Britannica come il principale metafisico del ventesimo secolo, che divenne il co-direttore della sua tesi di dottorato insieme all'illustre romanziere indiano Raja Rao, vincitore del Sahitya Akademi Award, il più alto premio indiano premio letterario e il Neustadt International Prize for Literature. La sua tesi di dottorato all'Università del Texas ad Austin era un insieme di dialoghi originali tra Oriente e Occidente. Ha conseguito la più alta distinzione in metafisica ed epistemologia, valutata da John Findlay e Charles Hartshorne. Gli è stata assegnata una Oldright Fellowship, una delle uniche due concesse. Ha studiato con lo studioso di Kant, John Silber, lo studioso di Platone, Alexander Mourelatos, gli studiosi hegeliani, John Findlay ed Errol Harris, e il traduttore inglese di Essere e tempo di Heidegger, Edward Robinson. È stato assistente didattico di Marjorie Grene, che ha studiato con Heidegger e Karl Jaspers. Poiché Charles Hartshorne era stato uno studente di Lord Alfred North Whitehead e Edmund Husserl, l'eredità educativa del professor Allinson può essere fatta risalire a Husserl, un filosofo i cui scritti hanno influenzato il pensiero del professor Allinson sulla metafisica. Ha studiato Spinoza, Leibniz, Whitehead e Metodi in Metafisica con Hartshorne. Inoltre, ha studiato con Mihoko Nakamura, la segretaria privata di Daisetz Suzuki in Giappone, il reverendo Yen Why, lo studente dell'ultimo maestro buddista cinese sopravvissuto, Nuvole vuote a Hong Kong e Sri Padmanabha Menon, figlio di Krishna Menon., ad Anandavadi, in India. È stato invitato a partecipare al Simposio Zen a Kyoto con Nishitani Keiji. Ha pubblicato sul buddismo zen in The Eastern Buddhist fondato da DT Suzuki e sull'economia buddista.
La carriera accademica di Robert Allinson ha incluso l'essere il presidente del Dipartimento di Filosofia e ha offerto una cattedra completa presso la West Virginia State University, una delle prime cinque di HBUC, integrata al contrario. Ha prestato servizio per ventisette anni nel Graduate Panel del Dipartimento di Filosofia dell'Università Cinese di Hong Kong, ottenendo il grado di Professore Ordinario. È stato membro del Board of Trustees dello Shaw College dell'Università cinese di Hong Kong e Fellow dello Shaw College. Ha ricoperto il ruolo di esaminatore esterno sia presso le principali Università di ricerca sia per promozioni da professore ordinario a Distinguished Professor presso le principali università di ricerca. Attualmente è Professore di Filosofia presso la Soka University of America e Affiliate Faculty presso l'Università di Haifa. Tiene regolarmente seminari sulla Metafisica, l'Olocausto, corsi di Filosofia Est-Ovest, Responsabilità Sociale d'Impresa e Buon Governo, Ambiente e Bioetica. Ha presentato un documento sull'etica medica per la Stanford University Medical School nel 2022.
Robert Allinson è stato a lungo un sostenitore dell'idea che la filosofia sia universale. Recentemente è stato Guest Editor per una trilogia di numeri di quasi 900 pagine sulla necessità di un nuovo Illuminismo per il 21º secolo. È regolarmente referee per Diametros, Philosophy East and West, Asian Philosophy, Dao: A Journal of Comparative Philosophy, Journal of Chinese Philosophy, oltre a un numero selezionato di riviste internazionali.
È anche un poeta pubblicato e ha pubblicato le sue poesie su riviste di poesia nelle pagine adiacenti con Boris Pasternak (premio Nobel per la letteratura) e Odysseus Elytis (premio Nobel per la letteratura). È vincitore di un Academy of American Poets Award giudicato da Octavio Paz (premio Nobel per la letteratura).

## Borse di Studio e Riconoscimenti
Robert Allinson è stato invitato come:
- Visiting Fellow, Soka University of Japan
- Senior Associate Member, St. Antony's College, Università di Oxford
- Membro associato, Balliol College, Università di Oxford
- Visiting Professor, Università di Pechino (Università di Pechino) )
- Professore invitato, Università di Fudan
- Visiting Fellow, Oxford University, tre volte
- Visiting Fellow, Yale University, The Graduate School of Arts and Science, Dipartimento di Filosofia
- Nordic Fellow, Nordic Institute of Asian Studies, Università di Copenhagen in Danimarca
- Borsista di ricerca, Istituto Niels Bohr, Copenaghen
- Erskine Fellow, Università di Canterbury
- Visiting Professor, Waseda University, Dipartimento di Management
- Nominator, Premio Kyoto per le discipline umanistiche, in Etica e pensiero
- Nominatore, Premio Tang[20]

Attualmente presta servizio in/come:
- Presidente, The International Society for Universal Dialogue[44]
- Comitato editoriale esecutivo, Dialogo e universalismo, Accademia polacca delle scienze[45]
- Comitato consultivo, Journal of Chinese Philosophy[46]
- Comitato di redazione, Indagine filosofica[47]
- Comitato editoriale, Filosofia asiatica[48]
- Comitato editoriale, Journal of Daoist Studies[49]
- Comitato consultivo editoriale, serie sul daoismo a cura di David Chai per Bloomsbury Academic Books[50]
- Distinguished Advisory Board, The International Society for Comparative Studies of Chinese and Western Philosophy (ISCWP)[51]
- Referee, Filosofia Oriente e Occidente[52]
- Referee, Dao: A Journal of Comparative Philosophy[53]